# Opel 1 L
 (mars 2025).
 (mars 2025).
L’Opel 1 L est un modèle de voiture d’Adam Opel AG de Rüsselsheim.

## Historique et technologie
La 1 L n’a été construite qu’en 1933 en tant que version économique essentiellement identique à la 1,2 L.
La voiture a été construite sur le cadre à profilés en U en acier embouti à empattement court de la 1,2 L. Le châssis en est également issu, avec deux essieux rigides sur ressorts à lames semi-elliptiques avec amortisseurs hydrauliques et le système de freinage avec freins à tambour commandés par câble sur les quatre roues.
Comme la 1,2 L, la 1 L disposait également d’un embrayage à sec monodisque, d’une boîte de vitesses à trois vitesses, au lieu de quatre pour la 1,2 L, et d’une transmission manuelle. Le différentiel était sur l’essieu arrière.
Le moteur quatre cylindres en ligne de 1,0 litre était nouveau sur ce modèle. La course du moteur de la 1,2 L a été réduite de 90 mm à 75 mm tandis que l’alésage est resté le même à 65 mm. Le moteur avait donc une cylindrée de 989 cm³. Il était équipé de valves sur le côté. Le mélange était alimenté par un seul carburateur. Le taux de compression a été augmenté à 6:1, produisant 18 ch (13,3 kW) et faisant accélérer la voiture jusqu’à 75 km/h.
La 1 L était disponible en berline deux portes et en cabriolet à quatre places. Fin 1933, la production est arrêtée après la production de 5 600 exemplaires. Le petit modèle à moteurs quatre cylindres trouva un successeur dans la P4 de 1935.